# Wolfgang Engelhardt
Wolfgang Engelhardt (* 12. Oktober 1922 in München; † 1. Mai 2006) war ein deutscher Biologe und Naturschützer.

## Werdegang und Wirken
Engelhardt studierte Zoologie, Botanik, Geographie und Chemie an der Technischen Hochschule München und an der Ludwig-Maximilians-Universität München (LMU). 1949 promovierte er bei Hans Krieg, im Dezember 1963 folgte die Habilitation.
Von 1951 bis 1982 war er Lehrbeauftragter für Naturschutz, später Landschaftsökologie an der Technischen Universität München. 1972 wurde er zum Honorarprofessor an der LMU München ernannt.
Von 1947 bis 1967 war er an der Zoologischen Staatssammlung in München tätig, zuletzt als Oberkonservator und Leiter der Abteilung für Wirbellose Tiere. Zum 1. Juni 1967 wurde er zum Generaldirektor der Staatlichen Naturwissenschaftlichen Sammlungen Bayerns ernannt. In seine Amtszeit fallen der Neubau der Zoologischen Staatssammlung sowie die Eröffnung des Museums Mensch und Natur. Am 30. April 1991 trat er in den Ruhestand.
Engelhardt war von 1951 bis 1962 ehrenamtlicher Geschäftsführer des Deutschen Naturschutzringes, von 1964 bis 1968 dessen Vizepräsident und von 1968 bis 2000 Präsident.
Er war auch Initiator der 1989 gegründeten Tropenwaldstiftung OroVerde.
In der Diskussion um den politischen Stellenwert des Naturschutzes kritisierte er öffentlich die Entscheidungsprozesse in der Gesellschaft und machte Vorschläge zur Einschränkung der demokratischen Willensbildung.

## Ehrungen
staatliche
- 1973: Verdienstkreuz 1. Klasse der Bundesrepublik Deutschland
- 1987: Großes Verdienstkreuz der Bundesrepublik Deutschland
- 1989: Bayerischer Verdienstorden
- 1991: Medaille Pro meritis
- 1994: Großes Verdienstkreuz mit Stern der Bundesrepublik Deutschland
- 1999: Großes Verdienstkreuz mit Stern und Schulterband der Bundesrepublik Deutschland

nichtstaatliche
- 1973: Alexander-von-Humboldt-Medaille in Gold
- 1974: Oce-van-der-Grinten-Preis
- 1976: Bayerische Naturschutz-Medaille in Gold
- 1985: Goldene Ehrennadel des Verbands Deutscher Gebirgs- und Wandervereine
- 1987: Anton-Hansen-Tammfaare-Medaille des Osteuropa-Komitees der IUCN
- 1989: Lina-Hähnle-Medaille
- 1991: Paul Harris Fellow, RC München-Nymphenburg
- 1991: Exemplary Presidential Award of Honour
- 1991: Ehrenpreis des Bruno-H.-Schubert-Preises
- 1996: Deutscher Kulturpreis
- 2002: Hugo-Conwentz-Medaille

## Veröffentlichungen
- Faunistisch-ökologische Untersuchungen über Wasserinsekten an den südlichen Zuflüssen des Ammersees: Ein Beitrag zur Öologie des fliessenden Gewässer. Universität München 1949. (Dissertation)
- Schädel und Skelette: Eine unterhaltsame Plauderei über ein knöchernes Thema. Raumbild-Verlag, Oberaudorf am Inn 1951.
- mit Wolfgang Henigst: Parasiten des Menschen. Franckh, Stuttgart 1953.
- mit Klaus Himmelstoss: Naturschutz: Seine wichtigsten Grundlagen und Forderungen. Bayerischer Schulbuch-Verlag, München 1954.
- mit Hermann Merxmüller: Was lebt in Tümpel, Bach und Weiher?. Franckh, Stuttgart 1955.
- Im Reiche der Libellen. Heering, Seebruck am Chiemsee 1956.
- als Herausgeber: Die letzten Oasen der Tierwelt: Mit Zoologen, Wildhütern und Kamerajägern in den Nationalparks der Erde. Umschau-Verlag, Frankfurt am Main 1961.
- W. Engelhardt (1964): Die mitteleuropäischen Arten der Gattung Trochosa C.L. Koch, 1948: Morphologie, Chemotaxonomie, Biologie, Autökologie. In: Zeitschrift für Morphologie und Ökologie 54, S. 219–392. (Habilitation)
- Der Mensch des technischen Zeitalters und seine Umwelt: Festvortrag zur Eröffnung des Europäischen Naturschutzjahres 1970 für den Freistaat Bayern. Bund Naturschutz in Bayern, München 1970.
- Die Umweltkrise: Wirkliche Ursachen und Wege zur Heilung; Festvortrag auf der öffentlichen Kundgebung des Deutschen Fischereiverbands am 23. Oktober 1971 in Bernkastel/Mosel. Deutscher Naturschutzring, München 1971.
- Umweltschutz: Gefährdung und Schutz der natürlichen Umwelt des Menschen. Bayerischer Schulbuch-Verlag, München 1973, ISBN 3-7627-8019-6.
- Renale Harnstoffexkretion und renale Konzentrierungsfähigkeit beim Lama (Lama glama) bei proteinarmen Diäten. Universität Hohenheim 1978. (Dissertation)
- als Herausgeber: Grünes Deutschland: Unsere Naturlandschaten; ein Raport. Tomus-Verlag, München 1982, ISBN 3-920954-20-3.
- als Herausgeber: Ökologie im Bau- und Planungswesen. Wissenschaftliche Verlagsgesellschaft, Stuttgart 1983, ISBN 3-8047-0666-5.
- als Herausgeber: Tropische Regelnwälder – eine globale Herausforderung. Generaldirektion der Naturwissenschaftlichen Sammlungen Bayerns, München 1984.
- als Herausgeber: Der Erdgipfel: Perspektiven für die Zeit nach Rio. Economica-Verlag, Bonn 1993, ISBN 3-87081-652-X.
- Konrad Buchwald (Hrsg.): Bedeutung und Gefährdung der Weltmeere. In Schutz der Meere: Nordsee. Economica-Verlag, Bonn 1996, ISBN 3-87081-532-9.
- Das Ende der Artenvielfalt: Aussterben und Ausrottung von Tieren. Wissenschaftliche Buchgesellschaft, Darmstadt 1997, ISBN 3-534-11325-X.
- Beharrlich in kleinen Schritten: 50 Jahre Natur- und Umweltschutz in Deutschland. Erich Schmidt, Berlin 2002, ISBN 3-503-07041-9.
- Okavangodelta: Naturparadies im Süden Afrikas; Natru-Reiseführer durch eine der faszinierendsten Landschaften im Süden Afrikas. Naturerbe Verlag Resch, Überlingen 2005, ISBN 3-931173-17-8.